# El desenlace
El desenlace es una película española dirigida por Juan Pinzás  en 2005 y protagonizada  por Pepe Sancho, Javier Gurruchaga, Isabel de Toro, Beatriz Rico, Carlos Bardem, Miquel Insua, Víctor Rueda, Fernando Epelde y José C. Rodríguez. Ganó el Premio Especial del Jurado en el Festival de Cine Latino de Nueva York. Es la 31.ª película Dogma 95.

## Sinopsis
El director de cine Mikel de Garay y la productora Andrea Bilbao deciden realizar una película basada en una novela de Rosendo Carballo, un afamado escritor con tendencias homosexuales que acaba de romper su matrimonio-tapadera para convivir con un joven. Al encuentro de los personajes, se unen tres amigos de Rosendo: el productor de cine independiente Fernando, la presentadora de televisión Beatriz y el periodista del corazón Nacho. El conflicto comienza cuando intentan averiguar el pasado oscuro que ocultan los demás.